# Banco Industrial de Venezuela
El Banco Industrial de Venezuela (BIV) fue una institución financiera venezolana de capital nacional del Estado especializado en banca comercial. Tenía su sede principal en Caracas. Para enero de 2008 contaba con 102 agencias. El 12 de febrero de 2016 el gobierno decide liquidarlo por medio de la SUDEBAN, declarado en Gaceta Oficial N° 40.846

## Historia
Nació el 23 de julio de 1937 por una ley aprobada por el extinto Congreso Nacional (hoy Asamblea Nacional), inicia operaciones comerciales formalmente el 4 de febrero de 1938 con el fin de promover el desarrollo del aparato industrial del país, que para entonces era muy bajo. En la década de los setenta participa activamente en el financiamiento para el programa de sustitución de importaciones, reformando la ley de creación en 1975. En 1999 sufre otro cambio en su ley que permite mayor alcance en el área de negocios incluso para financiar proyectos del sector agrícola.
Llegó a poseer cuatro agencias internacionales: en Curazao, La Habana, Miami y Nueva York.

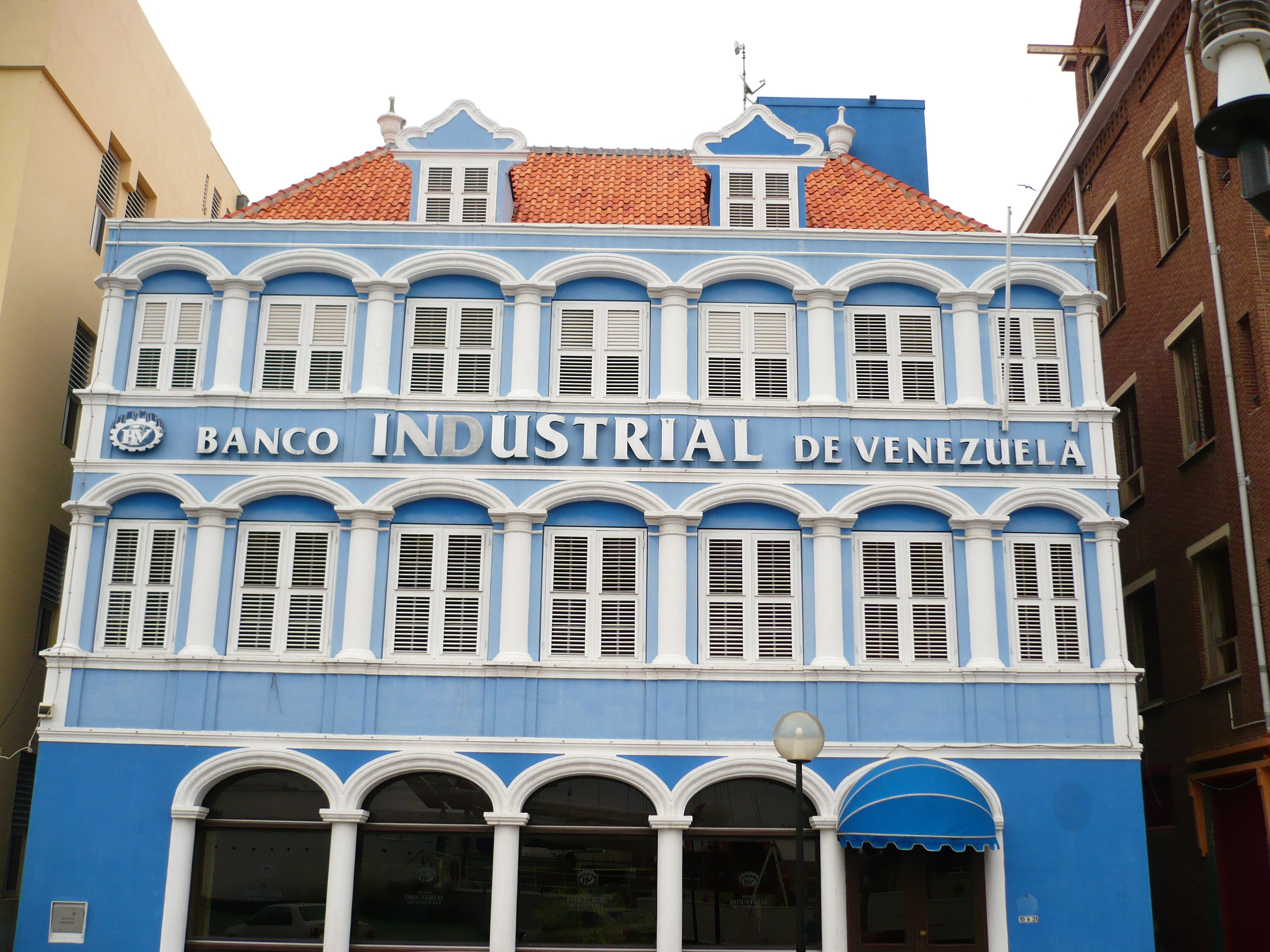
Oficina del Banco Industrial de Venezuela en la isla de Curazao, año 2009

En 2009 fue intervenido a puertas abiertas debido al déficit financiero y alta morosidad en la cartera crediticia, la gestión realizada por el presidente de la junta interventora Rodolfo Porro Aletti arrojó buenos resultados y para finales de 2012 el banco se había recuperado satisfactoriamente cerrando sus operaciones en azul por primera vez en 4 años consecutivos con cierres en rojo.
Debido a la crisis económica, en octubre de 2014 el entonces ministro de Economía y Finanzas Rodolfo Marco Torres propone al Ejecutivo Nacional liquidar la entidad para fortalecer al Banco del Tesoro, propuesta que fue estudiada y aprobada a espaldas de los trabajadores de la institución y posteriormente comunicada a la junta directiva, con quien se acordó mediante reunión el 18 de marzo de 2015 el cese de operaciones del BIV, colocando como fecha de Liquidación el 12 de febrero de 2016.  A pesar de las manifestaciones y protestas por parte de los empleados, los directivos se mantuvieron herméticos en cuanto a los detalles al punto de hacer ver la situación como un rumor evitando generar escándalos que desprestigiaran al Gobierno Nacional por tan arbitraria medida.
Entre 2002 y 2004 Leonardo González Dellán, fue presidente del Banco Industrial de Venezuela y le siguió Arné Chacón Escamillo hermano del ministro Jesse Chacón, hasta diciembre de 2009.